# Hysteria (Muse-låt)
Hysteria (även känd som "Hysteria (I want it now)" i USA) är en låt av det engelska rockbandet Muse och är med på deras tredje album Absolution. Det släpptes också som singel från albumet den 1 december 2003 i Storbritannien, med en topp som nummer 17 på den brittiska singellistan, och är också känd för sin berömda basslinga. Den nådde nummer 9 i USA på Billboard Modern Rock Tracks listan.
Denna låt användes som öppningslåt för The Absolution Tour 2004, och har spelats regelbundet ända sedan dess.